# 1839峰
1839峰（いっぱーさんきゅうほう）は、北海道日高振興局日高郡新ひだか町にある標高1,842 mの山である。日高山脈中部主稜線上のヤオロマップ岳から西に派生する支稜線上に位置し、一目瞭然の魁偉な山容を持つ。日高山脈襟裳十勝国立公園に含まれる。
1929年7月、慶應義塾大学の斎藤長寿郎らがコイカクシュサツナイ川を登路にとって登頂。冬期は1934年3月、北海道大学の伊藤紀克らがコイカクシュサツナイ岳から往復している。
「1839峰」は旧標高に由来するが、国土地理院の地形図、2万5千分1「ヤオロマップ岳」に山名として記載されたのは1977年10月30日に発行された版以降、5万分1「札内川上流」では1996年12月1日発行の版以降である。しかし「1839峰」と記載される以前の1976年の測量で、既に標高は1842mとされており、1977年の2万5千分1「ヤオロマップ岳」、同年の5万分1「札内川上流」では1842mと記されている。

## 登山
所在地である新ひだか町側からシビチャリ山を越えていく南西尾根があるものの、これは積雪期のコースである。コイカクシュシビチャリ川にあるペテガリ山荘からの登山道は、ペテガリ岳までしかない。ここからルベツネ山、ヤオロマップ岳を経て稜線伝いに行くことができるが、距離が長く、這松漕ぎに終始するので、このコースがとられることはあまりない。最も一般的なのは、札内川とかちリュウタン湖の上流にある札内二股橋からコイカクシュサツナイ川を溯り、標高645mの地点で左俣と右俣を分ける尾根に取り付き、コイカクシュサツナイ岳、ヤオロマップ岳を経由するコースである。稜線の這松は濃く、札内二股橋から、上り約13時間、下り約10時間、山中二泊を要する。また、サッシビチャリ沢南面右俣直登沢、ナナシ沢川三ノ沢、ナナシ沢川北面直登沢など、沢からのルートが数本あるが、いずれも難度が高く、熟達者向きなので省略する。

## 参考画像

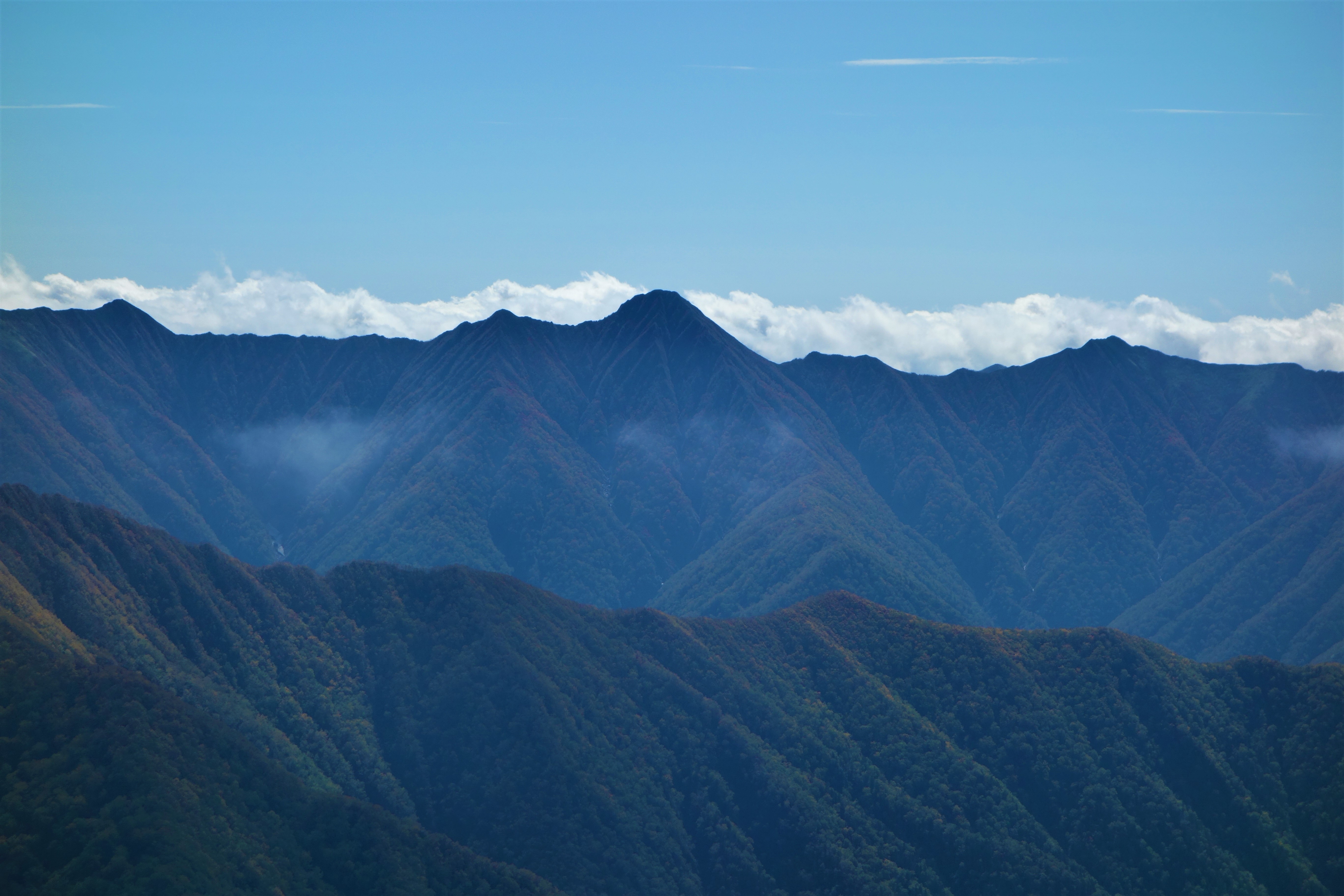
カムイエクウチカウシ山からの1839峰
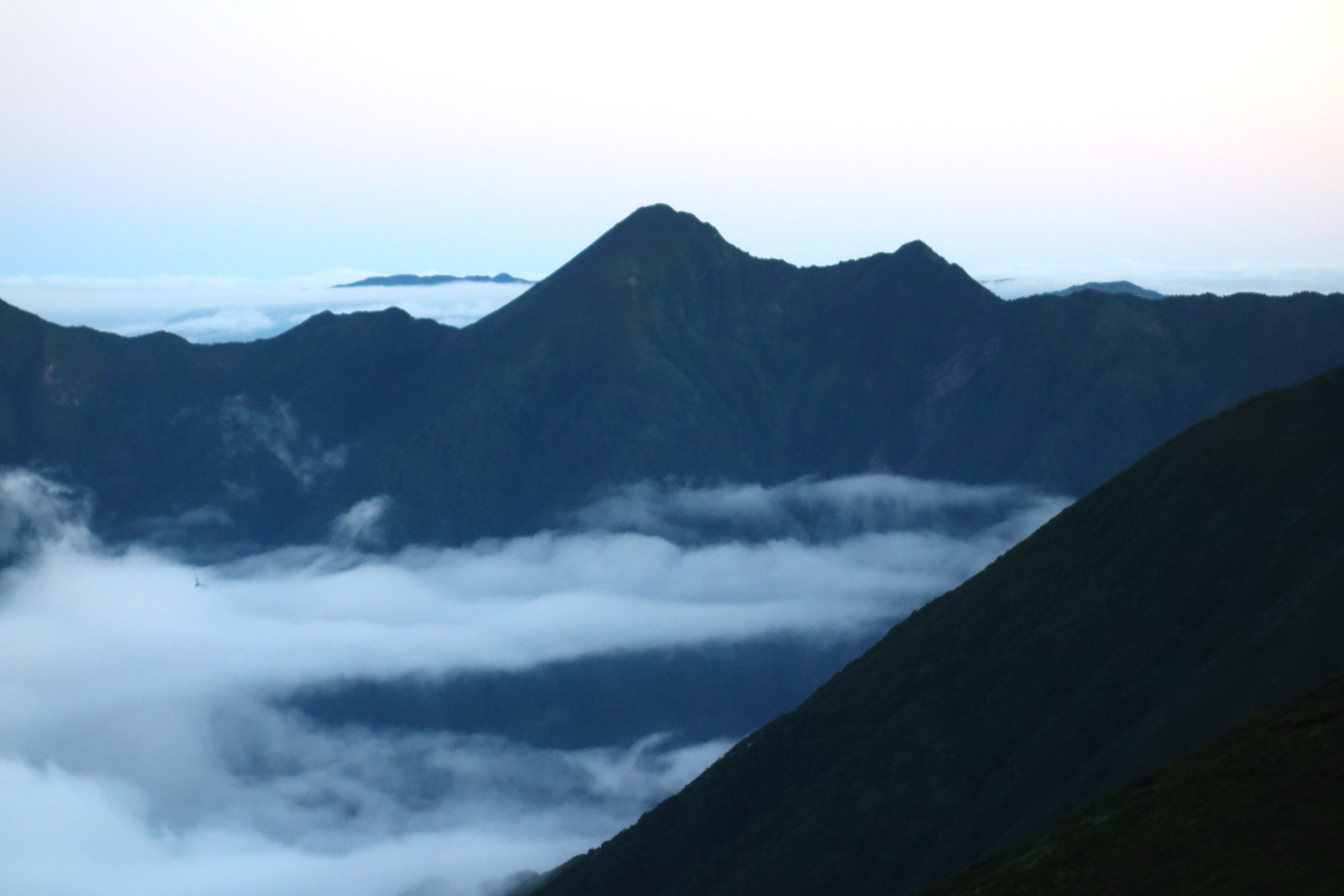
ペテガリ岳からの1839峰
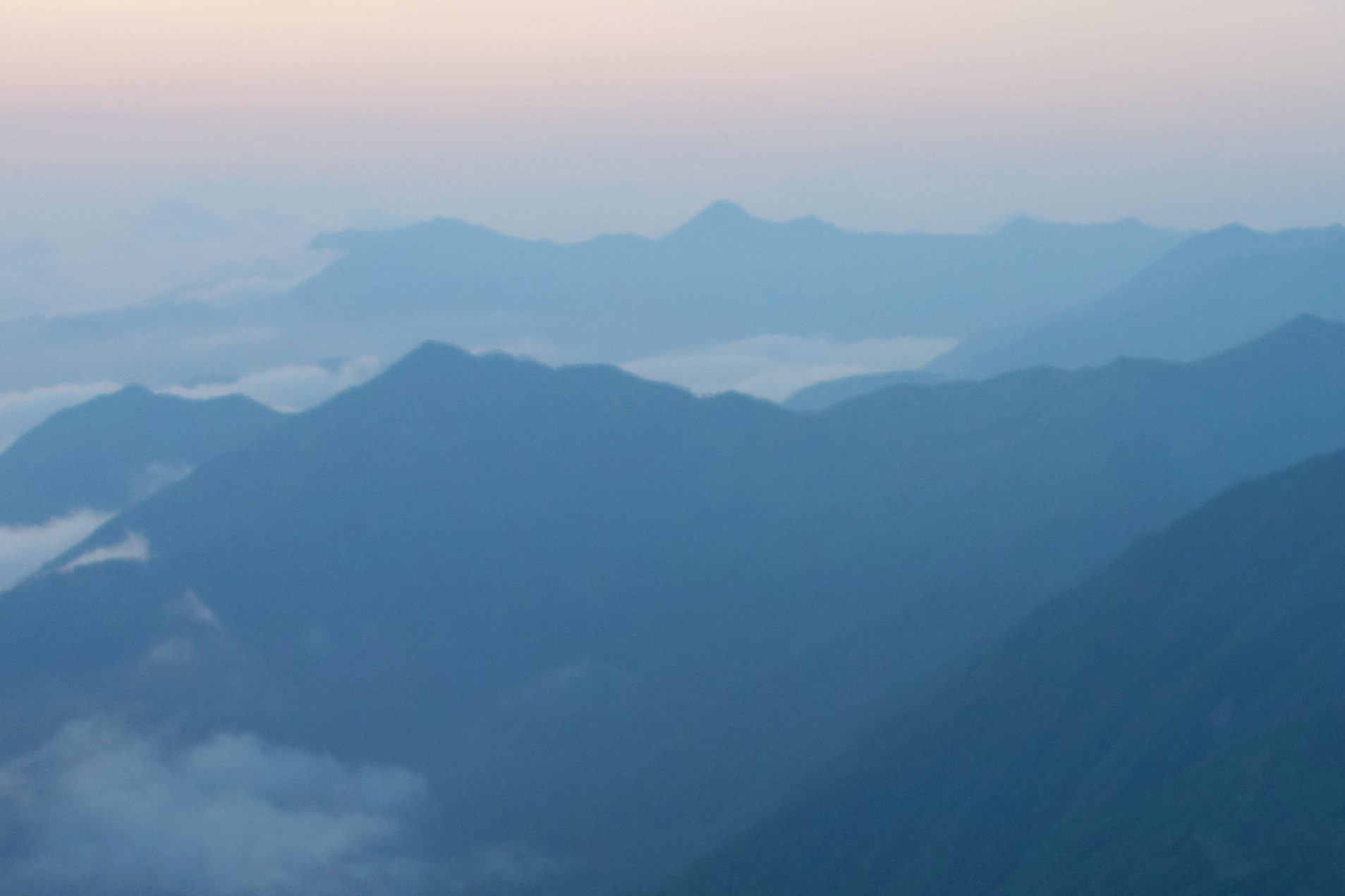
神威岳からの1839峰

## 近隣の山
- コイカクシュサツナイ岳 (1,721 m)
- ヤオロマップ岳 (1,794.3 m)
- ルベツネ山 (1,727.3 m)
- ペテガリ岳 (1,736.2 m)